# Kulturni partikularizam
Kulturni ili historijski partikularizam je antropološki pristup proučavanju kulture, koji polazi od uvjerenja da je svaka kultura posebna, te je stoga treba proučavati "iz nje same", odnosno istraživati ju unutar i s obzirom na njen vlastiti kontekst.
Sintagma se prvi put spominje 1968. u djelu Marvina Harrisa Uspon antropološke teorije, no tvorcem ove ideje se smatra Franz Boas. On se usprotivljuje do tada u antropologiji dominantnim evolucionističkim teorijama, koje zagovaraju tezu da sva društva u svome razvoju slijede isti put, jednosmjerno kretanje od nižih ka višim, te zanemaruju mogućnost paralelnog razvoja, regresije i prekida kontinuiteta razvoja. Nasuprot tome, Boas tvrdi kako društva mogu doseći isti stupanj kulturne razvijenosti na različite načine. Smatrao je da su kulturni obrasci proizvod različitih mehanizama, poput difuzije i inovacije, koji stvaraju kulturne varijacije, a koje oblikuje i okoliš u kojem ljudi žive i djeluju. 
Prema Boasu, tri osnovna nedostatka evolucionističkih teza Morgana i Tylora su:
- stav o jednolinijskoj evoluciji (tvrdi kako je to puka pretpostavka i da nema dokaza koji bi potkrijepili tvrdnju)
- stav o suvremenim društvima kao o evolucijskim prežicima
- klasifikacija društava na nepouzdanim podacima i neodgovarajućim kriterijima

Glavni prigovor ovoj ideji je da zbog svoje partikularnosti ne pokazuje tendeciju stvaranje univerzalne teorije kojom bi se mogle objasniti sve kulture.